# Sergio Llull
Sergio Llull Meliá ([pronunciado: /ˈseɾxjo ˈʎuʎ]; Mahón, Menorca, 15 de noviembre de 1987) es un jugador de baloncesto español que pertenece a la plantilla del Real Madrid. Con 1,90 metros de altura, juega en la posición de base o escolta. Fue internacional absoluto con España entre 2009 y 2025, acumulando un total de 173 internacionalidades, y con ella se ha proclamado entre otros éxitos, campeón mundial en 2019. 

## Trayectoria
Llull se formó en la cantera de La Salle Mahón, donde en categoría cadete consiguió anotar 71 puntos en un partido.
En la temporada 2003-04 fue fichado por el Bàsquet Manresa, y durante dos años estuvo jugando en el CB i Unió Manresana Junior. En la temporada 2005-06 debutó en la Liga ACB con el Manresa el 8 de enero de 2006 en la jornada 15. Durante la temporada 2006/07, disputó la Liga LEB también con el equipo del Bages, hasta mayo de 2007.

### Real Madrid

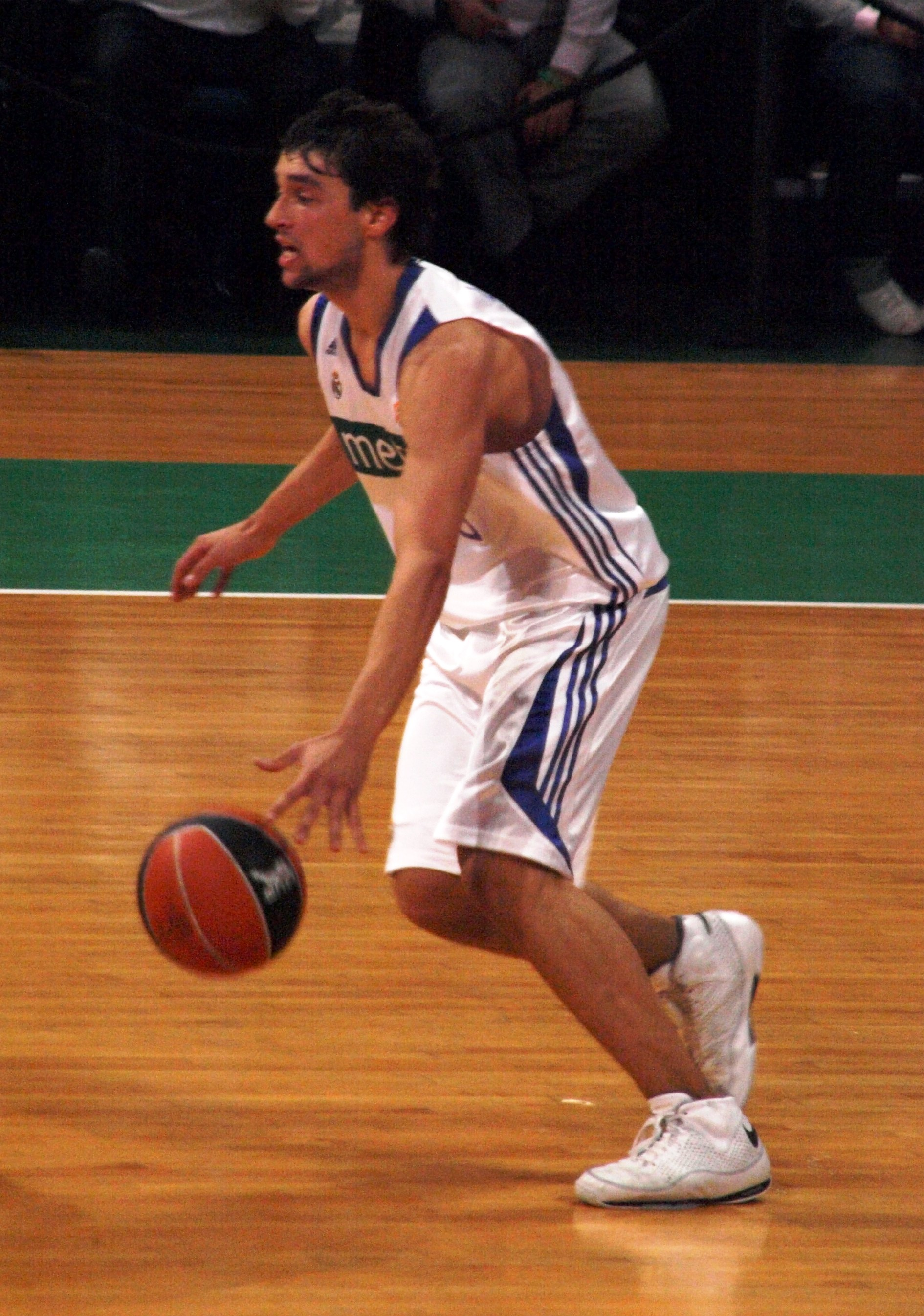
Llull con el Real Madrid en 2008.

El 10 de mayo de 2007, con 19 años, fichó por el Real Madrid, firmando por lo que restaba de temporada y dos más. Con Joan Plaza en el banquillo, y con Raül López y Kerem Tunçeri como bases titulares en ese momento, llegó al equipo blanco para disputar las eliminatorias por el título de la Liga ACB, logrando un mes más tarde su primer título con el Real, al imponerse al FC Barcelona en la final, logrando la 30ª Liga en la historia del club.
La temporada 2008/09 fue uno de los nominados para ganar el premio al Jugador Revelación de la ACB. Finalmente terminó con 55 votos y empatado en el segundo puesto con  Pablo Aguilar, y por detrás del ganador del trofeo Brad Oleson. A finales de junio de 2009 fue elegido por los Denver Nuggets en la posición número 34 del Draft 2009 de la NBA. Los Nuggets traspasaron inmediatamente al jugador a los Houston Rockets, equipo que cuenta con sus derechos en el caso de que el jugador decida dar el salto a la liga norteamericana. El 28 de junio, el Real Madrid amplió el contrato del base español por dos temporadas más.
En la temporada 2009/10, con Ettore Messina en el banquillo, se erigió en uno de los líderes del equipo, cuajando grandes partidos, como el del 25 de febrero de 2010 en Euroliga ante el Siena, en el que anotó 17 puntos en 11 minutos, con un triple incluido a falta de 1,6 segundos, para poner el definitivo 77-69 y ganar el "basket-average", en un Vistalegre entregado al base menorquín.
En la temporada 2010/11, segunda y última que dirige Ettore Messina y que el equipo disputa como local en la Caja Mágica, el equipo es finalista de Copa del Rey y en Liga, es subcampeón en liga regular y semifinalista en los Playoffs por el título. En Euroliga, se logra la clasificación para la Final Four de Barcelona, tras imponerse en Madrid, en un histórico quinto partido del "Last 8", al Valencia BC.
En la temporada 2011/12, primera de Pablo Laso en el banquillo, ganó su segundo título con el Real Madrid, al proclamarse campeón de la Copa del Rey ante el FC Barcelona en el Palau Sant Jordi, logrando el 23.er título en esta competición para el club y siendo nombrado MVP del torneo. En Euroliga, el equipo es apeado en el "Last 16".
En la temporada 2012/13, en la que renovó su contrato con el club hasta 2018, se proclamó por primera vez en su carrera campeón de la Supercopa de España y campeón de la Liga Endesa con el Real Madrid, derrotando en ambas en la final al FC Barcelona. En Euroliga, concluyó subcampeón ante Olympiacos BC (100-88), tras remontar el equipo heleno un 10-27 del primer cuarto de la Final de Londres.
En la temporada 2013/14, logró los dos primeros títulos de la temporada, revalidando el título de supercampeón de España, disputado antes del inicio del Campeonato de Liga y ganando el 9 de febrero su segunda Copa del Rey, con una canasta memorable a falta de una décima para la conclusión de la Final ante el Barcelona, que les dio el título 24 para el club. En Liga y Euroliga, el equipo concluyó subcampeón. En la competición continental, volvieron a ser finalistas por segundo año consecutivo, cayendo en la prórrogra de la Final de la Euroliga ante el Maccabi BC en Milán.
En la temporada 2014/15, revalidó por tercera vez consecutiva el título de supercampeón de España, siendo además nombrado MVP, revalidó el título de Copa del Rey y en Euroliga, en la tercera final consecutiva en la competición, se logró en la Final Four de Madrid disputada en el "Palacio", la ansiada «Novena» Copa de Europa, 20 años después de la consecución en 1995 de la «Octava», también ante Olympiacos BC. El cuarto y último título conquistado, fue el de Liga ACB, en el que el Real Madrid concluyó primero la temporada regular, logrando el campeonato con un contundente 3–0 ante el FC Barcelona, tras el tercer partido de las finales disputado en el Palau Blaugrana, siendo Llull nombrado MVP. Esta es la tercera vez que el club alcanza el «triplete» o «triple corona», y la primera que un club español completa el «póker» de títulos en una misma temporada (Supercopa, Copa, Liga y Euroliga).
En febrero de 2017, conquista la Copa del Rey y es nombrado MVP del torneo.
En el partido de semifinales de Supercopa de España 2018 suma su partido número 700 en competición oficial como madridista.
El 21 de mayo de 2023 anota la canasta ganadora en la final de la Euroliga contra el Olympiakos BC. El 24 de mayo cumple su partido número 1000 con el Real Madrid, siendo el segundo jugador en llegar a esta cifra, después de Felipe Reyes.
El 28 de mayo de 2023 se convierte en el máximo anotador de la historia del Real Madrid en la Liga ACB, al superar a Felipe Reyes.
En enero de 2024 juega su partido 1047 con el Real Madrid, convirtiéndose en el jugador del equipo madrileño que más partidos ha disputado en su historia.
El 15 de febrero de 2024 se convirtió en el máximo triplista de la historia de la Copa del Rey tras anotar tres lanzamientos en la victoria de los cuartos de final contra el UCAM Murcia.
El 21 de septiembre de 2024, al disputar el partido de semifinales de la Supercopa de España de Baloncesto 2024 ante el FC Barcelona, se convirtió en el jugador con más temporadas disputadas con el Real Madrid, sumando un total de 19 campañas y superando así a Rafael Rullán.
En junio de 2025 entra en el top 10 de partidos en la Liga ACB.
En junio de 2025 se convierte en el jugador que más finales ha disputado en Liga ACB. También se convierte en el jugador con más títulos nacionales en la historia del baloncesto español, con 25 títulos ente Copa del Rey, Liga ACB, y Supercopa superó los 24 títulos de Rafael Rullán y  Clifford Luyk.

## Selección nacional

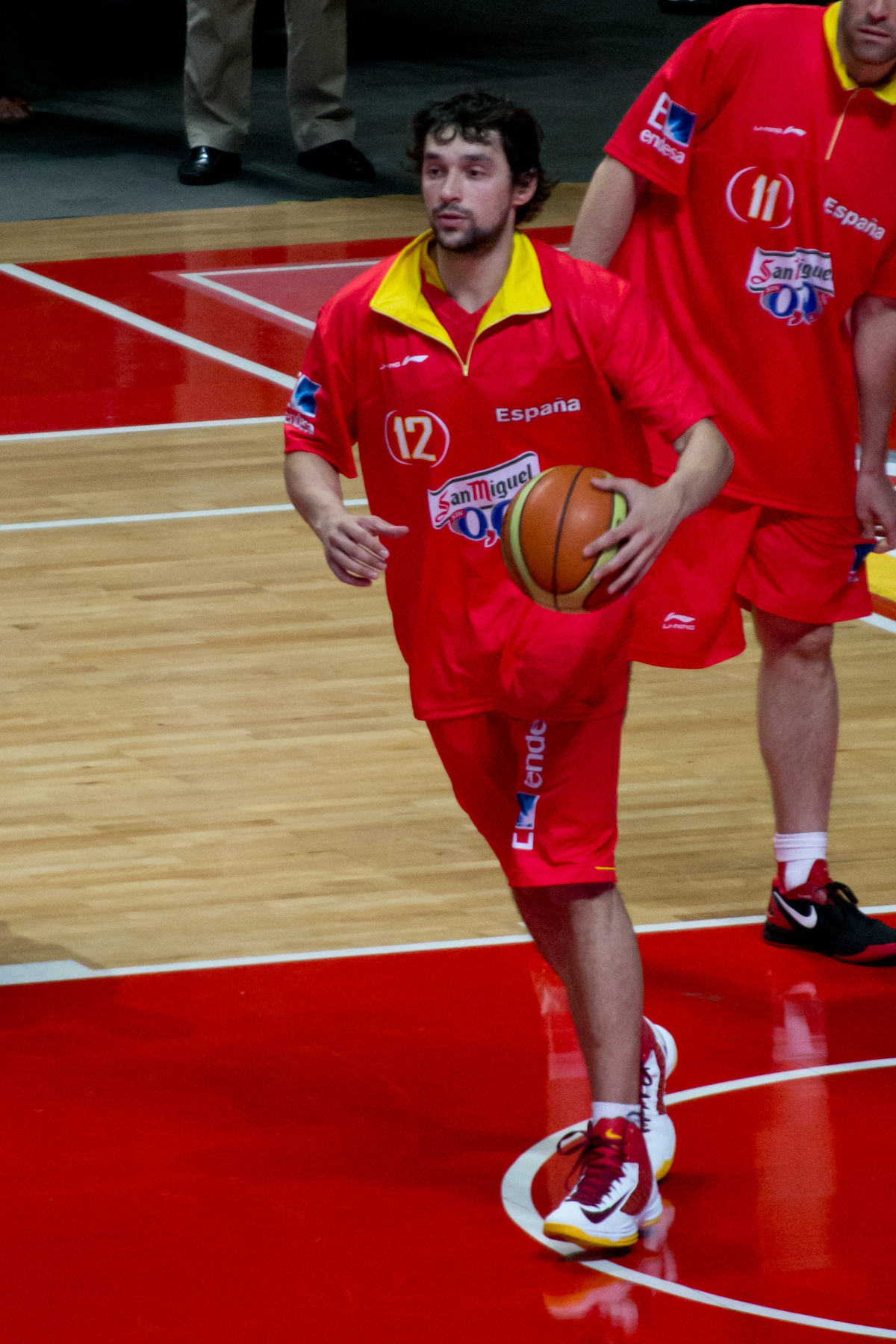
Sergio con la selección nacional.

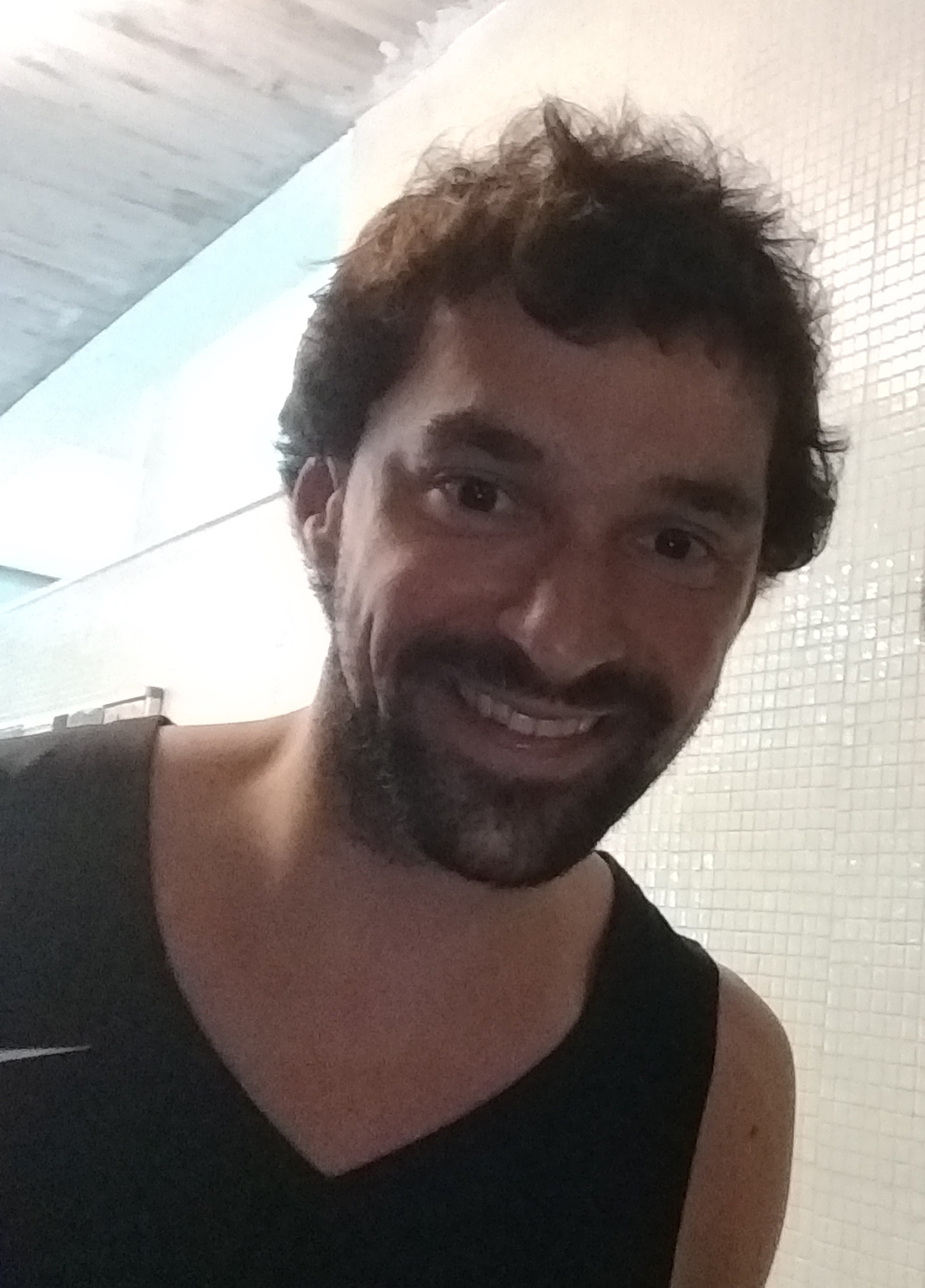
Sergio Llull en julio de 2018.

Después de una gran temporada en Manresa, Sergio fue internacional con la selección nacional júnior, con la que consiguió el oro en Zaragoza 2004 junto a jugadores como Sergio Rodríguez y Carlos Suárez. Con la selección española sub-18 consiguió la cuarta plaza en el campeonato de Europa de la categoría en 2005, promediando 11,5 puntos y 2,5 asistencias por partido.
El 29 de junio de 2009, Sergio Scariolo dio la lista de convococados para el Eurobasket 2009 de Polonia, siendo Sergio en principio uno de los tres invitados a la concentración de la selección para ayudar en la preparación de la cita aunque a la postre acabó formando parte de la lista definitiva anunciada por el seleccionador nacional en agosto entrando en sustitución del lesionado Berni Rodríguez.
Su debut con la selección absoluta se produjo el 14 de agosto de 2009 en el primer partido de preparación para el Eurobasket de Polonia ante la selección de Cuba en el que colaboró con 7 puntos a la victoria de España por 94 a 57.
El domingo 20 de septiembre de 2009 se proclamó, junto a sus compañeros de selección, campeón de Europa en la final del Eurobasket 2009 disputada en Katowice. Durante el torneo, el balear tuvo un papel secundario en las rotaciones de Sergio Scariolo, principalmente lo empleó como revulsivo en momentos puntuales. Finalizó con una media de 4 puntos en 11,8 minutos de juego.
En septiembre de 2010 fue integrante de la selección de España que participó en el Mundial de 2010, donde la selección fue eliminada en cuartos de final por Serbia.
En septiembre de 2011, se volvió a proclamar campeón de Europa en el Eurobasket 2011 celebrado en Lituania. 
En agosto de 2012, se proclamó subcampeón olímpico en los Juegos Olímpicos de Londres 2012, disputando la final ante Estados Unidos.
En septiembre de 2013 se alza al cuello la medalla de bronce en el Eurobasket 2013 celebrado en Eslovenia. Cayeron en semifinales contra el combinado francés, ganando en la final de consolación con comodidad a Croacia.
En septiembre de 2014 fue integrante de la selección de España que participó en el Mundial de 2014, donde la selección fue eliminada en cuartos de final por Francia.
En septiembre de 2015, se volvió a proclamar campeón de Europa en el Eurobasket 2015 celebrado en su fase final en Francia.
En 2016, fue parte del combinado nacional que consiguió el bronce olímpico en Río 2016.
En el verano de 2017 se lesionó de gravedad y no pudo participar en el Eurobasket cuya fase final se disputó en Turquía.
En septiembre de 2019, se proclamó campeón de la Copa Mundial de Baloncesto celebrada en China.
En verano de 2021, fue parte de la selección absoluta española que participó en los Juegos Olímpicos de Tokio 2020, que quedó en sexto lugar.
En septiembre de 2022, no fue parte del combinado absoluto español que participó en el EuroBasket 2022 debido a sufrir una lesión muscular en el abductor de la pierna izquierda en el partido de clasificación para el Mundial 2023, ante Islandia; que le apartó del campeonato a sólo dos semanas del comienzo.
Durante agosto y septiembre de 2023 fue integrante de la selección de España que participó en el Mundial de 2023 celebrado en Asia, y en el que España finalizó en noveno lugar.
Entre julio y agosto de 2024 fue parte de la selección absoluta de España, que disputó los Juegos Olímpicos de París, finalizando en décima posición.
En mayo de 2025 anuncia su retirada de la selección española después de 173 partidos internacionales. Desde que debutó en el año 2009 hasta que participó en su último torneo en el año 2024 ganó 7 medallas en total.

## Canastas decisivas
Una característica importante de su juego es la capacidad y determinación para jugarse la última jugada del partido (conocido en inglés como «Buzzer-Beaters»), que ha supuesto victorias para el Real Madrid.
En mayo de 2023 anotó la canasta decisiva en la final de la Euroliga 2023.
También es frecuente en su juego tiros lejanos y triples cuando está a punto de terminar una posesión, un cuarto o un partido y que se han popularizado con el nombre de "mandarinas".

## Estadísticas
[actualizar]

### Euroliga
|  | Denota temporadas en las que se proclama campeón de la Euroliga |

| Año  | Equipo      | PJ | MPP  | %T2  | %3P  | %TL  | RPP | ROP | APP | ROB | TPP | PPP  |
| ---- | ----------- | -- | ---- | ---- | ---- | ---- | --- | --- | --- | --- | --- | ---- |
| 2008 | Real Madrid | 15 | 8.1  | .476 | .000 | .789 | 0.4 | 0.1 | 0.9 | 0.2 | 0.1 | 2.3  |
| 2009 | Real Madrid | 19 | 19.0 | .568 | .380 | .926 | 1.1 | 0.4 | 2.2 | 0.5 | 0.2 | 6.9  |
| 2010 | Real Madrid | 18 | 21.1 | .660 | .418 | .724 | 1.2 | 0.1 | 2.0 | 1.0 | 0.1 | 9.5  |
| 2011 | Real Madrid | 23 | 28.0 | .456 | .343 | .841 | 2.3 | 0.7 | 3.0 | 0.8 | 0.1 | 11.9 |
| 2012 | Real Madrid | 16 | 22.2 | .538 | .294 | .719 | 1.5 | 0.4 | 3.2 | 0.6 | 0.0 | 7.4  |
| 2013 | Real Madrid | 27 | 27.0 | .468 | .339 | .781 | 2.3 | 0.5 | 3.2 | 0.6 | 0.1 | 10.4 |
| 2014 | Real Madrid | 31 | 29.2 | .609 | .340 | .796 | 1.8 | 0.3 | 4.0 | 0.7 | 0.0 | 11.4 |
| 2015 | Real Madrid | 30 | 27.5 | .514 | .379 | .821 | 1.7 | 0.2 | 5.8 | 0.8 | 0.1 | 10.4 |
| 2016 | Real Madrid | 24 | 27.8 | .427 | .350 | .807 | 1.8 | 0.3 | 4.6 | 0.7 | 0.2 | 12.8 |
| 2017 | Real Madrid | 33 | 27.8 | .510 | .330 | .847 | 1.8 | 0.3 | 5.9 | 0.7 | 0.1 | 16.5 |

### Liga ACB
Liga Regular
|  | Denota temporadas en las que se proclama campeón de la ACB |

| Temporada | Equipo          | Liga | PJ  | MPP  | PPP  | RPP | APP | VPP  |
| --------- | --------------- | ---- | --- | ---- | ---- | --- | --- | ---- |
| 2005-06   | Basquet Manresa | ACB  | 11  | 7,5  | 2,8  | 0,4 | 0,5 | 1,7  |
| 2006-07   | Real Madrid     | ACB  | 7   | 1,5  | 0,1  | 0,1 | 0,4 | 0,4  |
| 2007-08   | Real Madrid     | ACB  | 32  | 9,1  | 2,8  | 1,1 | 1,5 | 3,5  |
| 2008-09   | Real Madrid     | ACB  | 38  | 21,8 | 8,7  | 2,0 | 2,7 | 9,1  |
| 2009-10   | Real Madrid     | ACB  | 28  | 23,2 | 11,3 | 1,8 | 2,1 | 11,2 |
| 2010-11   | Real Madrid     | ACB  | 32  | 26,7 | 11,6 | 1,7 | 3,1 | 11,5 |
| 2011-12   | Real Madrid     | ACB  | 34  | 24,6 | 10,3 | 2,1 | 4,2 | 12,4 |
| 2012-13   | Real Madrid     | ACB  | 32  | 23,4 | 12,5 | 1,9 | 3,0 | 14,3 |
| 2013-14   | Real Madrid     | ACB  | 34  | 28,1 | 14,2 | 2,3 | 3,6 | 15,7 |
| 2014-15   | Real Madrid     | ACB  | 33  | 24,2 | 10,9 | 1,6 | 3,0 | 13,0 |
| 2015-16   | Real Madrid     | ACB  | 31  | 24,9 | 10,6 | 1,8 | 5,0 | 13,3 |
| 2016-17   | Real Madrid     | ACB  | 31  | 26   | 16,1 | 1,4 | 5,3 | 16,7 |
| Total     |                 | ACB  | 407 | 23   | 10,8 | 1,8 | 3,2 | 11,8 |

PlayOff
|  | Denota temporadas en las que se proclama campeón de la ACB |

| Temporada | Equipo      | Liga | PJ | MPP  | PPP  | RPP | APP | VPP  |
| --------- | ----------- | ---- | -- | ---- | ---- | --- | --- | ---- |
| 2006-07   | Real Madrid | ACB  | 7  | 1,5  | 0,2  | 0,6 | 0,4 | 0,6  |
| 2007-08   | Real Madrid | ACB  | 2  | 1,0  | 1,0  | 0,0 | 1,0 | 0,0  |
| 2008-09   | Real Madrid | ACB  | 6  | 19,8 | 7,0  | 1,0 | 2,3 | 8,5  |
| 2009-10   | Real Madrid | ACB  | 7  | 24   | 10,9 | 1,4 | 1,7 | 8,6  |
| 2010-11   | Real Madrid | ACB  | 6  | 30,7 | 16,2 | 3,2 | 1,5 | 16,5 |
| 2011-12   | Real Madrid | ACB  | 12 | 27,2 | 10,3 | 2,4 | 3,0 | 11,2 |
| 2012-13   | Real Madrid | ACB  | 10 | 26,6 | 9,2  | 2,0 | 2,9 | 8,0  |
| 2013-14   | Real Madrid | ACB  | 10 | 30,6 | 12,9 | 1,8 | 4,2 | 13,7 |
| 2014-15   | Real Madrid | ACB  | 9  | 28,4 | 16   | 2,6 | 4,6 | 18,3 |
| 2015-16   | Real Madrid | ACB  | 11 | 27,5 | 17   | 2,9 | 5   | 20,1 |
| 2016-17   | Real Madrid | ACB  | 10 | 29,5 | 17,4 | 2,1 | 5,6 | 18,1 |

### Copa del Rey
|  | Denota temporadas en las que se proclama campeón de la Copa del Rey |

| Temporada | Equipo      | PJ | MPP  | PPP  | RPP | APP | VPP  |
| --------- | ----------- | -- | ---- | ---- | --- | --- | ---- |
| 2007-08   | Real Madrid | 1  | 11   | 2    | 0   | 1   | 2    |
| 2008-09   | Real Madrid | 1  | 33   | 6    | 2   | 3   | 4    |
| 2009-10   | Real Madrid | 3  | 23,7 | 15,7 | 2   | 1,7 | 17,7 |
| 2010-11   | Real Madrid | 3  | 21,7 | 7    | 2,3 | 2   | 6,7  |
| 2011-12   | Real Madrid | 3  | 30,3 | 16   | 2   | 5   | 18,7 |
| 2012-13   | Real Madrid | 1  | 34   | 23   | 1   | 4   | 10   |
| 2013-14   | Real Madrid | 3  | 26   | 9    | 1   | 3,3 | 7,3  |
| 2014-15   | Real Madrid | 3  | 29   | 10   | 2,3 | 4,3 | 11   |
| 2015-16   | Real Madrid | 3  | 29   | 9,3  | 3   | 5   | 13,6 |
| 2016-17   | Real Madrid | 3  | 35   | 22,3 | 2,6 | 6   | 23   |
| Total     |             | 24 | 27,3 | 12,1 | 1,8 | 3,6 | 11,4 |

(Leyenda: PJ= Partidos jugados; MPP= Minutos por partido; PPP= Puntos por partido; RPP= Rebotes por partido; APP= Asistencias por partido; VPP= Valoración por partido)

## Palmarés

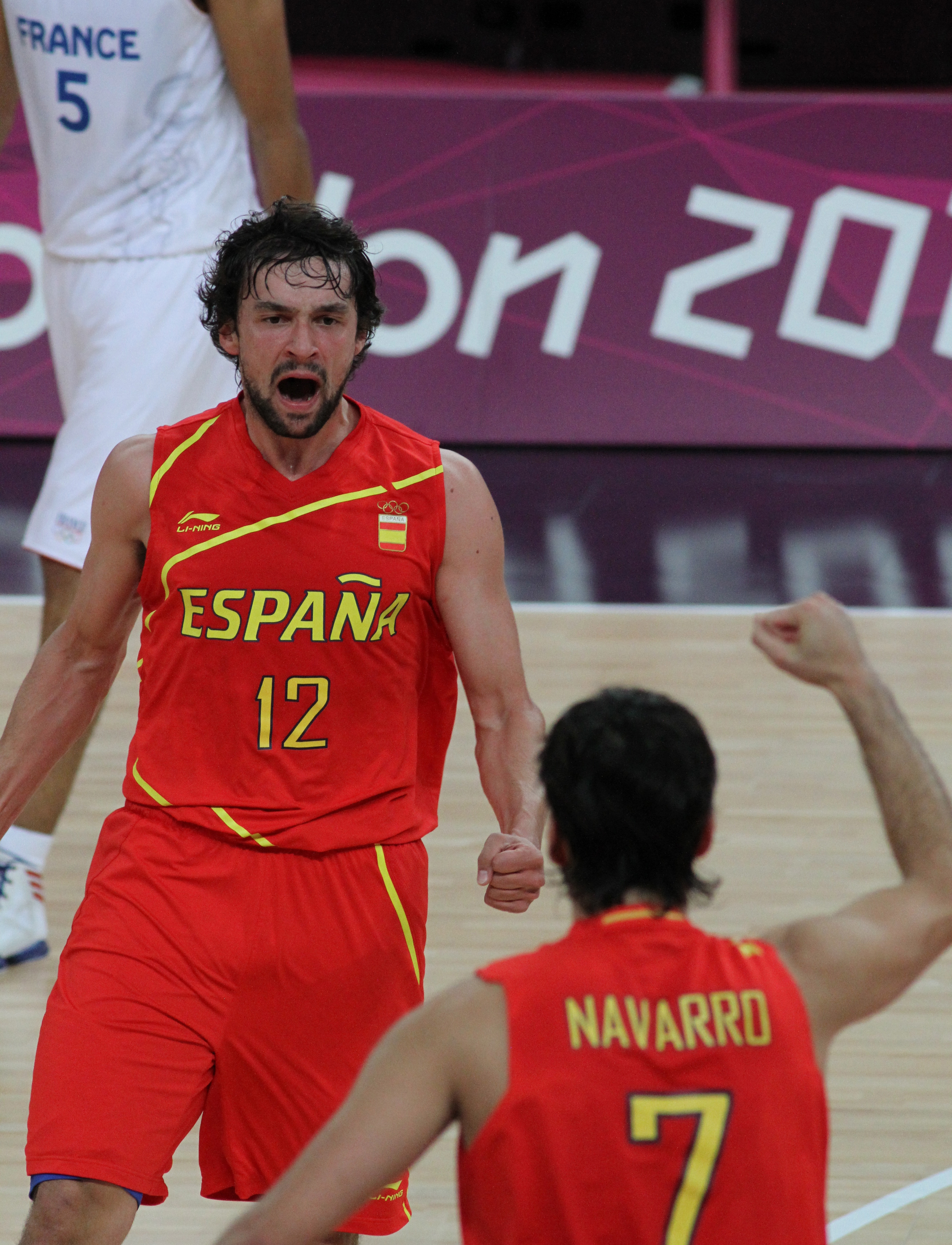
Sergio Llull con España en los Juegos Olímpicos de Londres 2012.

### Selección española
Absoluta
- Oro en el Campeonato Europeo de 2009 en Polonia.
- Oro en el Campeonato Europeo de 2011 en Lituania.
- Plata en los Juegos Olímpicos de Londres 2012.
- Bronce en el Campeonato Europeo de 2013 en Eslovenia.
- Oro en el Campeonato Europeo de 2015 en Francia.
- Bronce en los Juegos Olímpicos de Río 2016.
- Oro en la Copa Mundial de 2019 en China.

Júnior
- Oro en el Campeonato Europeo Sub-18 de 2004 en Zaragoza.
- Plata en el Campeonato Europeo Sub-20 de 2007 en Gorizia.

### Real Madrid
- Euroliga (3): 2015, 2018, 2023.
- Liga ACB (9): 2007, 2013, 2015, 2016, 2018, 2019, 2022, 2024, 2025
- Copa del Rey (7): 2012, 2014, 2015, 2016, 2017, 2020, 2024.
- Supercopa de España (9): 2012, 2013, 2014, 2018, 2019, 2020, 2021, 2022, 2023.
- Copa Intercontinental (1): 2015.

### Individual
- MVP temporada ACB (1): 2017.
- MVP Final ACB (2): 2015, 2016.
- MVP Copa del Rey (2): 2012, 2017.

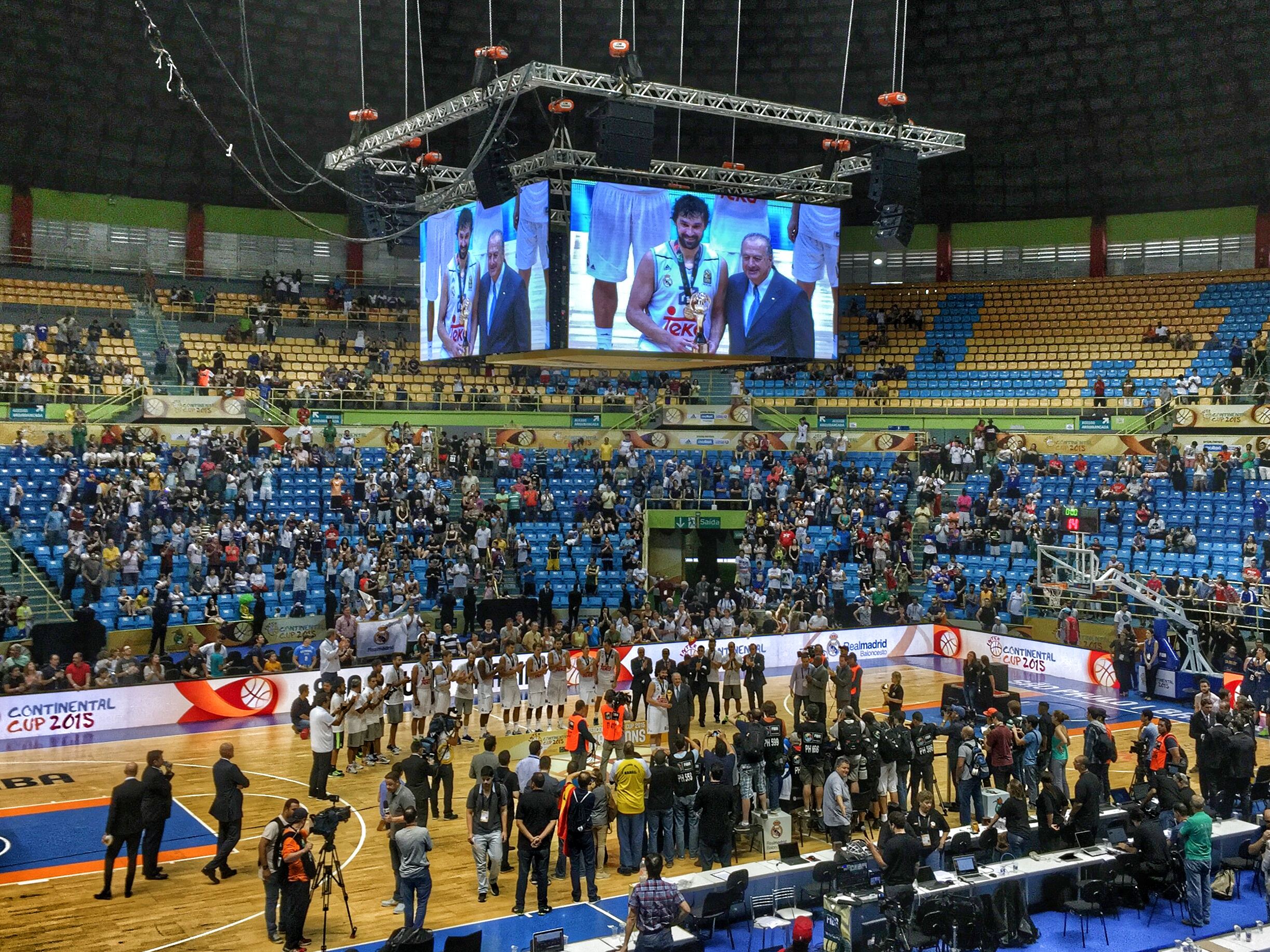
Sergio Llull recibiendo el MVP de la Copa Intercontinental FIBA 2015.

- MVP Supercopa de España (3): 2014, 2018, 2021.
- MVP temporada Euroliga (1): 2017.
- MVP Copa Intercontinental (1): 2015.
- Mejor Quinteto de la ACB (3): 2012, 2015, 2017.
- Mejor Quinteto de la Euroliga (1): 2017.
- Segundo Mejor Quinteto de la Euroliga (1): 2011.